# Daisuke Kanzaki
Daisuke Kanzaki (神崎 大輔 Kanzaki Daisuke?, nacido el 2 de febrero de 1985 en Oita) es un futbolista japonés que se desempeña como centrocampista.

## Trayectoria

### Clubes
| Club                | País  | Año         |
| ------------------- | ----- | ----------- |
| Ventforet Kofu      | Japón | 2007 - 2008 |
| V-Varen Nagasaki    | Japón | 2009 - 2016 |
| Giravanz Kitakyushu | Japón | 2017        |

## Estadística de carrera

### J. League
| Club                | Año   | J. League | J. League | Copa J. League | Copa J. League | Total | Total |
| Club                | Año   | Part.     | Goles     | Part.          | Goles          | Part. | Goles |
| ------------------- | ----- | --------- | --------- | -------------- | -------------- | ----- | ----- |
| Ventforet Kofu      | 2007  | 0         | 0         | 0              | 0              | 0     | 0     |
| Ventforet Kofu      | 2008  | 7         | 1         | -              | -              | 7     | 1     |
| V-Varen Nagasaki    | 2013  | 16        | 1         | -              | -              | 16    | 1     |
| V-Varen Nagasaki    | 2014  | 29        | 0         | -              | -              | 29    | 0     |
| V-Varen Nagasaki    | 2015  | 14        | 1         | -              | -              | 14    | 1     |
| V-Varen Nagasaki    | 2016  | 8         | 0         | -              | -              | 8     | 0     |
| Giravanz Kitakyushu | 2017  | 19        | 0         | -              | -              | 19    | 0     |
| Total               | Total | 93        | 3         | 0              | 0              | 93    | 3     |